# Langona rufa
Langona rufa là một loài nhện trong họ Salticidae.
Loài này thuộc chi Langona. Langona rufa được Roger de Lessert miêu tả năm 1925.